# Државни пут 30
Државни пут 30 је